# Internet Explorer 1

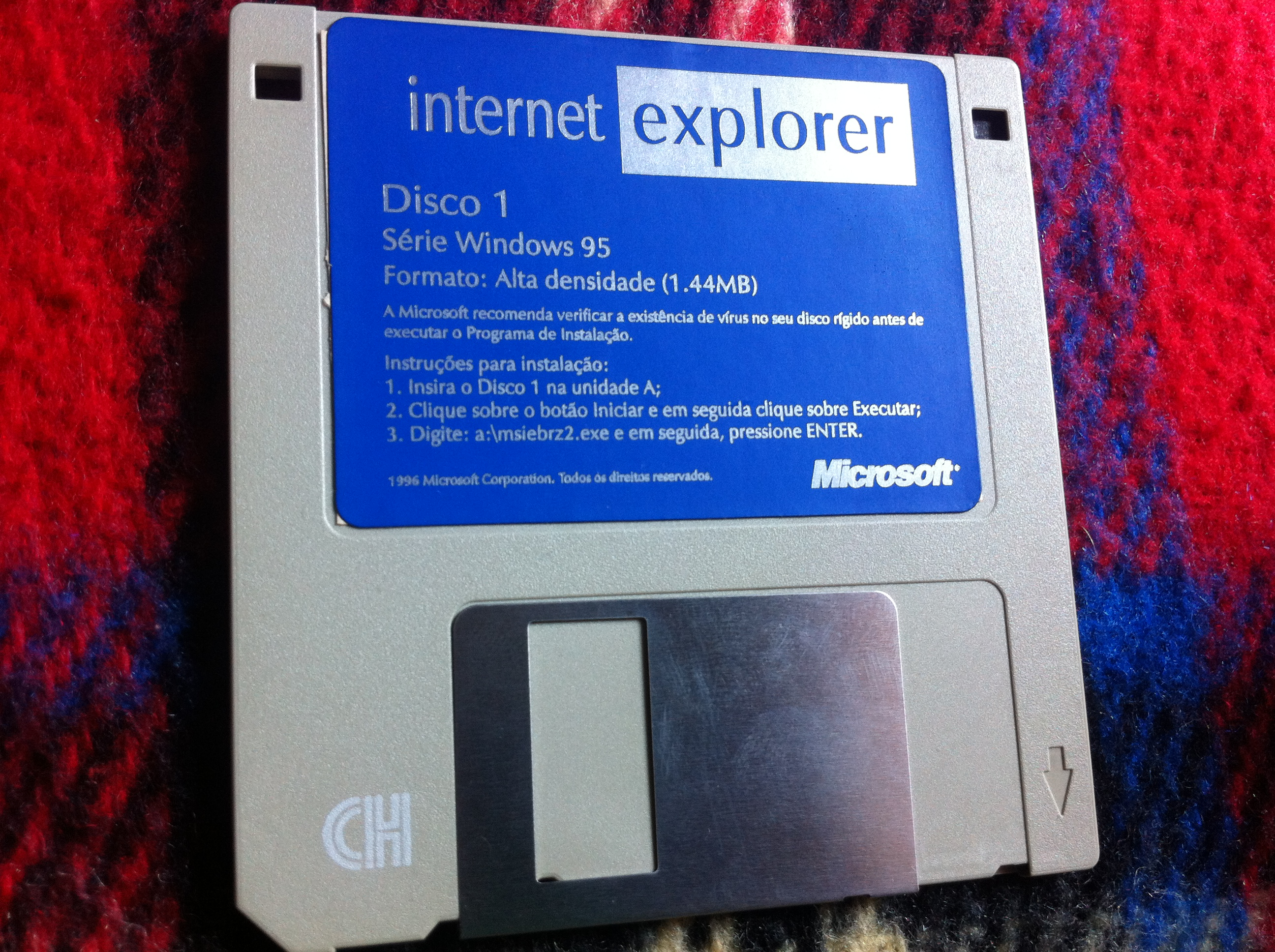
Dyskietka z Internet Explorer 1

Internet Explorer 1 (potocznie nazywany IE1) – graficzna przeglądarka sieci Web opublikowana w sierpniu 1995 przez Microsoft. Był odpowiedzią na coraz popularniejszy Netscape Navigator. Był częścią Microsoft Plus! dla Windows 95 i w Windows 95 OEM. Wersja 1.5 została opublikowana kilka miesięcy później, była to wersja dla systemu Windows NT 4.0.

## Historia
| Główna wersja | Szczegółowa wersja | Data wydania     | Zmiany                          | Dostarczany z        |
| ------------- | ------------------ | ---------------- | ------------------------------- | -------------------- |
| Wersja 1      | 1.0                | 16 sierpnia 1995 | Pierwsze wydanie                | Plus! dla Windows 95 |
| Wersja 1      | 1.5                | styczeń 1996     | Kompatybilność z Windows NT 3.5 |                      |